# Sara Bareilles
Sara Beth Bareilles (/bəˈrɛlɪs/ bə-REL-is; sinh ngày 7 tháng 12 năm 1979), là một nữ ca sĩ kiêm sáng tác và nhạc công người Mỹ. Cô đã đạt được thành công ngay từ đĩa đơn đầu tiên của mình vào năm 2007, "Love Song", khi ca khúc đã chiếm được vị trí số 1 trên bảng xếp hạng Billboard Pop 100 và đã được 2 đề cử giải Grammy vào năm 2009. Album phòng thu đầu tay theo hãng đĩa lớn của cô, Little Voice đã đạt đến top 10 Billboard 200 và đã được chứng nhận Bạch kim tại Hoa Kỳ.
Album phòng thu thứ hai của cô, Kaleidoscope Heart đã được phát hành vào tháng 9 năm 2010, đã đạt ngôi vị dẫn đầu ngay trong tuần đầu tiên trên Billboard 200, trở thành album duy nhất của cô đạt được thành tích này. Đĩa đơn "King of Anything" trích từ album này đã được chứng nhận Bạch kim bởi RIAA và đã được đề cử cho Trình diễn giọng pop nữ xuất sắc nhất tại Giải Grammy lần thứ 53. Album phòng thu thứ ba của cô, The Blessed Unrest đã được phát hành vào tháng 7 năm 2013 đã mang về cho cô thêm 2 đề cử tại Giải Grammy lần thứ 56.
Cho đến thời điểm hiện tại, Sara đã bán được hơn 1 triệu album và hơn 4 triệu đĩa đơn tại thị trường Hoa Kỳ, cùng với 5 lần được đề cử giải Grammy. Cô đã từng tham gia loạt chương trình The Sing Off của đài NBC cùng với Ben Folds và Shawn Stockman. Vào tháng 2 năm 2012, VH1 đã liệt Bareilles vào vị trí thứ 80 trong danh sách 100 Nữ nghệ sĩ xuất sắc nhất trong âm nhạc.

## Thời niên thiếu
Bareilles đã được sinh ra và lớn lên tại Eureka, California, là con gái út trong gia đình có 3 chị em, mẹ là Bonnie Halvorsen (họ gốc là Capellas), một nhân viên làm việc tại nhà an táng, và cha là Paul Bareilles, một chuyên viên tính toán bảo hiểm. Cô còn có một người chị kế tên là Melody. Cô mang dòng máu của người Ý, Đức, Bồ Đào Nha và Pháp; cô cũng nói được tiếng Ý và đã từng sống tại đó trong khoảng 1 năm. Cô đã được lớn lên trong môi trường công giáo và tham gia vào đội hợp xướng của trường trung học, Limited Edition, và các tác phẩm của nhà hát công cộng tại địa phương, mà cô đã từng vào vai Audrey trong vở Little Shop of Horrors do chính trường trung học mà cô đã theo học sản xuất.
Sau khi tốt nghiệp trung học vào năm 1998, Bareilles đã tham dự chương trình Nghiên cứu Truyền thông tại trường đại học California, Los Angeles, nơi cô đã là một thành viên của 1 ban nhạc nữ theo dòng nhạc a cappella mang tên Awaken A Cappella, và cô đã từng hát 2 bài hát mang tên "Gravity" và "I Want You Back" (của The Jackson 5) trong album Dysfunktional Family của nhóm. Bài hát "Gravity" của Sara đã được bình chọn là bài hát hay nhất và đã được xuất hiện trong album Best of College A Cappella 2004 của nhóm. Sara cũng cho biết trên chương trình TRL của MTV rằng cô và ban nhạc Maroon 5 đã từng quen biết nhau từ khi còn ở California khi mà họ mới chỉ được biết tới với nghệ danh Kara's Flowers. Cô cũng đã trình diễn trong buổi biểu diễn sinh viên thường niên UCLA Spring Sing, và đã chiến thắng 2 lần.

## Sự nghiệp ca hát

### 2002–2006: Khởi sự vàCareful Confessions
Sau khi tốt nghiệp tại trường Đại học California tại Los Angeles vào năm 2002, Bareilles đã bắt đầu biểu diễn tại các câu lạc bộ và quán rượu tại địa phương (như Hotel Café và Genghis Cohen tại Los Angeles), và đã gầy dựng được 1 lượng người hâm mộ trước khi biểu diễn tại các địa điểm lớn hơn. Cô đã cho phát hành hai bản thu thử trong số các ca khúc được trình diễn trực tiếp của mình năm 2003: The First One trong tháng 4 và The Summer Sessions trong tháng 10. Năm 2004, cô xuất hiện với tư cách là một ca sĩ trong một quán rượu trong bộ phim Girl Play, khi đang trình diễn ca khúc "Undertow".
Vào tháng 1 năm 2004, cô đã cho phát hành album phòng thu đầu tay của mình mang tên Careful Confessions. Cô sau đó đã ký một hợp đồng cùng với hãng Epic Records vào ngày 15 tháng 4 năm 2005. Cô đã dành nửa năm còn lại và vào đầu năm 2006 để sáng tác và thực hiện lại các bài hát cho album phòng thu sắp tới của mình. Ca khúc "Gravity" của cô cũng đã được xuất hiện trong một bộ phim tư nhân vào năm 2006 mang tên Loving Annabelle.
Vào giữa năm 2004, cô đã biểu diễn mở màn cho chuyến lưu diễn của Rocco DeLuca and the Burden, đã hỗ trợ cho Guster trong chuyến lưu diễn tai Anh đầu tiên của họ và cùng tham gia lưu diễn với Jon McLaughlin. Cô cũng đã biểu diễn mở màn cho chuyến lưu diễn "Carencro" của Marc Broussard năm 2006. Trong năm 2007, Bareilles đã biểu diễn mở màn cho Aqualung và Mika, và sau đó là một số chương trình khác, có bao gồm cả các chuyến lưu diễn của Maroon 5 và Paolo Nutini. Cô cũng đã biểu diễn mở màn cho James Blunt trong chặng lưu diễn ở Mỹ của anh.

### 2007–2008:Little Voice

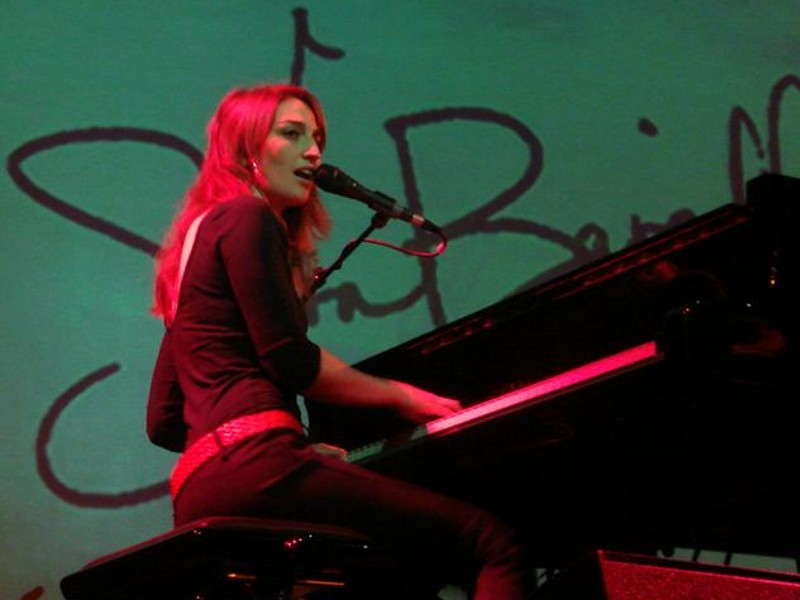
Thành công vang dội của Little Voice đã giúp cô có được thêm nhiều đêm diễn tại khu vực châu Âu; đây là hình ảnh trong đêm diễn đầu tiên của cô tại Hà Lan.

Vào tháng 6 năm 2007, hệ thống iTunes đã cho phát hành bài hát "Love Song" của Bareilles dưới dạng "Đĩa đơn của tuần". Tháng kế tiếp, album phòng thu đầu tay chính thức thuộc hãng đĩa lớn của cô mang tên Little Voice đã được phát hành và đã chiếm vị trí dẫn đầu trên các cửa hàng iTunes ngay trong tuần đầu tiên phát hành, và đạt vị trí thứ 45 trên bảng xếp hạng Billboard 200. Sau khi được xuất hiện trong một đoạn quảng cáo của hãng Rhapsody, "Love Song" bắt đầu leo lên các vị trí cao hơn, từ hạng thứ 73 lên đến hạng thứ 16 chỉ trong vòng 1 tuần lễ. Nó đã đạt đến vị trí thứ 4 trên Billboard Hot 100 vào ngày 27 tháng 12 năm 2007. Tại các bảng xếp hạng khác như Pop 100 và Hot AC, "Love Song" đều giữ vững vị trí đầu bảng. Bareilles đã trình diễn ca khúc này trên chương trình The Tonight Show with Jay Leno vào thứ Năm, ngày 17 tháng 1 năm 2008 và trên The Today show vào thứ Năm, ngày 21 tháng 2 năm 2008. Không lâu sau đó, bài hát này đã chiếm giữ vị trí số 4 trên bảng xếp hạng UK UK Singles Chart. Video của ca khúc được đạo diễn bởi Josh Forbes và có sự góp mặt của diễn viên người Anh Adam Campbell.
Đến năm 2010, Little Voice đã được chứng nhận Bạch kim bởi RIAA. Album đã đạt đến vị trí số 7 trên bảng xếp hạng Billboard 200, và ở vị trí thứ 9 trên UK Top 40. Đĩa đơn "Love Song" cũng đã 6 lần được chứng nhận Bạch kim.

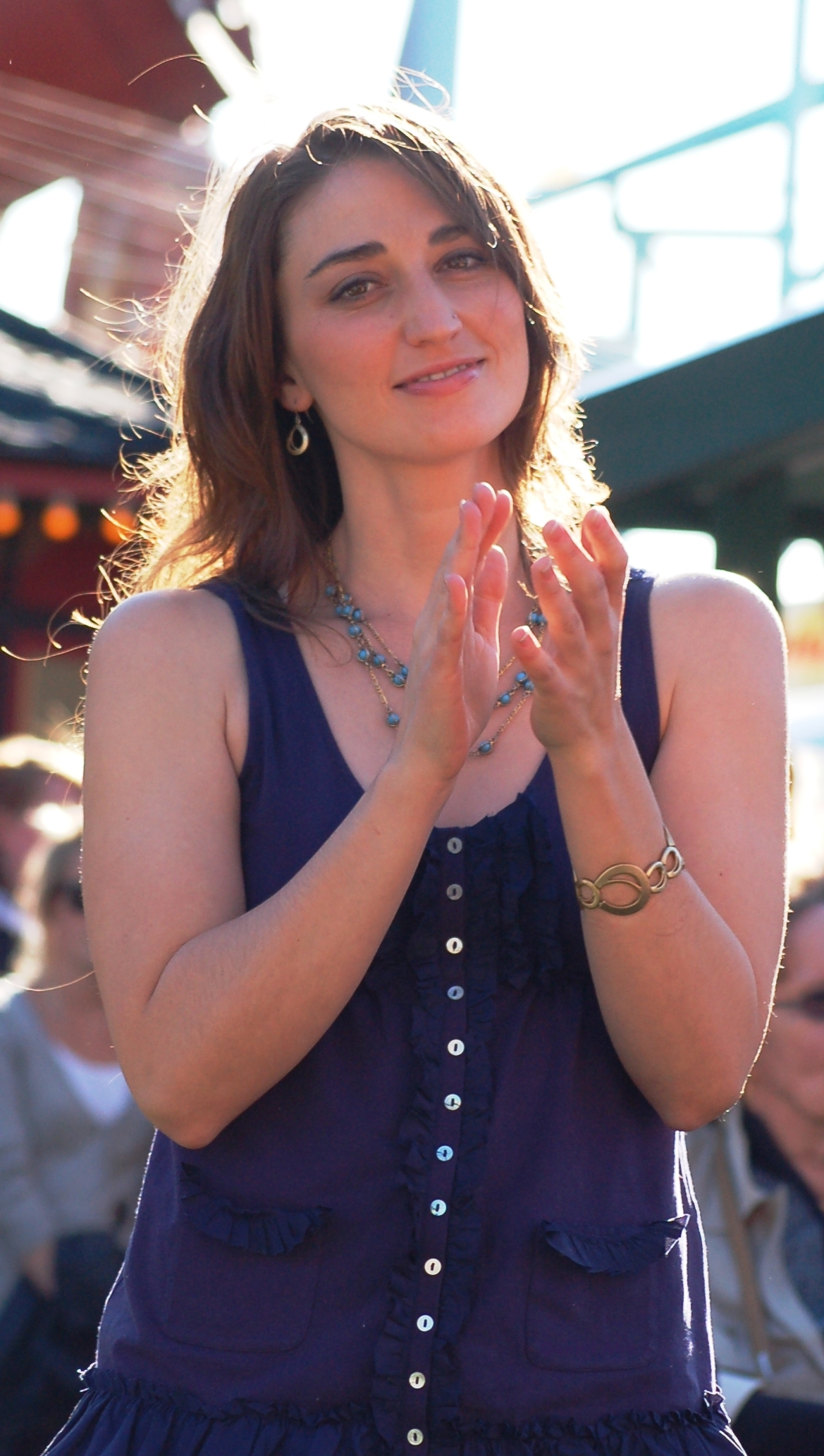
Sara vào năm 2008

Ngày 28 tháng 10 năm 2008, Bareilles đã cho phát hành DVD và CD Between the Lines: Sara Bareilles Live at the Fillmore. Nó có bao gồm các bản thu trực tiếp trong chuyến lưu diễn đầu tiên của cô tại Fillmore, San Francisco. DVD cũng có bao gồm 1 ca khúc chưa được phát hành mang tên "August Moon," cũng như 1 ca khúc trình bày lại của Otis Redding, "(Sittin on) the Dock of the Bay." Cô đã kết thức chuyến lưu diễn của mình tại quê nhà Eureka, California vào 19 tháng 12 năm 2008.
Cô cũng đi đã tham gia chuyến lưu diễn cùng với Counting Crows và Maroon 5 từ ngày 22 tháng 7 tới 26 tháng 8 năm 2008. Điểm dừng chân đầu tiên là tại Virginia Beach, Virginia và điểm cuối cùng là tại tại Cuyahoga Falls, Ohio. Bareilles đã được chọn làm Nghệ sĩ của tuần trên MTV (từ mùng 7 tới 11 tháng 7) và đã xuất hiện trực tiếp trên chương trình The Tonight Show with Jay Leno vào ngày 9 tháng 7 năm 2008; và mùng 9 tháng 12 năm 2008 (với Ingrid Michaelson).
Vào mùa xuân năm 2009, Bareilles đã mở đầu chuyến lưu diễn thứ hai của mình mang tên "Gravity Tour," nhằm quảng bá cho đĩa đơn thứ ba và cũng là đĩa đơn cuối cùng được trích từ album Little Voice. Cô đã có lần xuất hiện thứ ba tại Charlottesville, Virginia trong sự kiện Springfest thường niên của Đại học Virginia vào ngày 28 tháng 4, với các lần xuất hiện trước đây với tư cách một ca sĩ mở màn cho chuyến lưu diễn của Marc Broussard vào năm 2005 và của Maroon 5. Bareilles cũng đã có tham gia biểu diễn tại một số chương trình dành cho sinh viên vào tháng 4 và 5.
Cô cũng đã gửi một tin nhắn đặc biệt dành cho người hâm mộ của mình, trong đó có bao gồm 1 EP mộc đã được ghi âm trong khi cô đang thực hiện chuyến lưu diễn "Gravity Tour". EP này có bao gồm 7 bài được phối theo theo phong cách acoustic, trong đó có 1 bài mới mang tên "Free Ride," và 1 bài hát khác mang tên "I'm On Fire" mà cô đã hát cùng Tony Lucca (trình diễn lại từ Bruce Springsteen).

### 2009–12:Kaleidoscope HeartvàThe Sing-Off

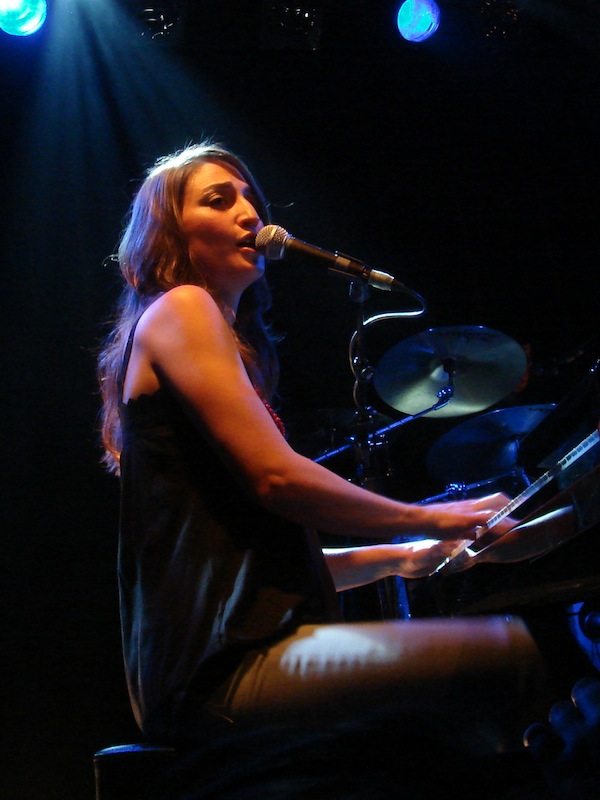
Bareilles tại Melkweg, Amsterdam, Hà Lan, vào ngày 16 tháng 6 năm 2008.

Sau một thời gian dài ngừng sáng tác, Bareilles đã bắt đầu làm việc lại để phát hành album tiếp sau sản phẩm đầu tay cùng hãng đĩa lớn của cô trước đây, với sự cộng tác từ Amir "Questlove" Thompson, thành viên của ban nhạc Weezer, và Pharrel Williams. Khi các ca khúc dần hoàn thành, Neal Avron đã được chỉ định sản xuất, ghi âm và hòa âm cho toàn bộ album. Album đó, với tên gọi chính thức cuối cùng là Kaleidoscope Heart, đã được thu âm tại The Village Recorder và Sunset Sound ở Los Angeles.
Đĩa đơn đầu tiên của album, "King of Anything," đã bắt đầu được phát sóng trên các trạm phát thanh tại Mỹ vào tháng 5 năm 2010, và được phát hành vào tháng 6 sau đó. "King of Anything" đã được phát sóng trên các đài phát thanh tại Anh lần đầu tiên trong chương trình "Album Download" của Paul Kay trên sóng "Radio Maldwyn - The Magic 756" vào tháng 8 năm 2010. "King of Anything" cũng đã nhận được chứng chỉ bạch kim của RIAA.
Nhằm thúc đẩy album mới, Bareilles đã cho phát hành 1 loạt các video quảng cáo trên website, với các ca khúc được chọn từ album "Kaleidoscope Heart," bao gồm "King of Anything," "Uncharted," "Gonna Get Over You," "Bluebird," và một số phiên bản khác của ca khúc "King of Anything." Tập video đầu tiên còn có nói về việc Bareilles đang sáng tác đoạn điệp khúc cho "Hold My Heart". Cô cũng đã được kênh VH1 chọn làm Nghệ sĩ của tháng 7 năm 2010.
Album Kaleidoscope Heart sau đó đã được chính thức phát hành vào ngày 7 tháng 9 năm 2010 và đã chiếm vị trí quán quân tại Mỹ ngay trong tuần đầu phát hành, với 90,000 bản đã được tiêu thụ. Một điều thú vị là album trước của cô, Little Voice cũng đã tham gia lại vào bảng xếp hạng ở vị trí thứ 200, vị trí cuối cùng của bảng xếp hạng.

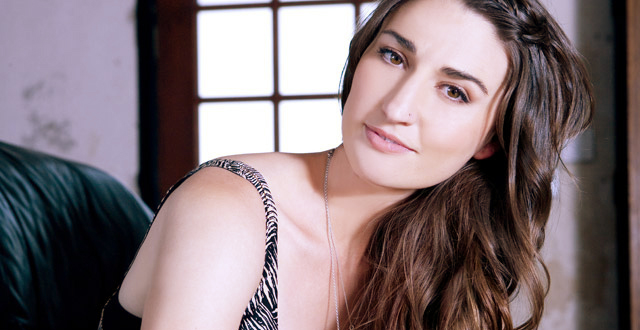
Bareilles trong một quảng cáo cho hãng Walmart vào năm 2010.

Cô đã tham gia chuyến lưu diễn nhằm quảng bá album Kaleidoscope Heart từ tháng 9 tới tháng 12 năm 2010, với việc cháy vé ở hầu hết các đêm diễn. Bareilles đi lưu diễn tại châu Âu, châu Á và Úc với ban nhạc Maroon 5 trong suốt mùa xuân năm 2011. Cô cũng đã hoàn thành chuyến đi lưu diễn để quảng bá cho đĩa đơn thứ 2 "Uncharted" vào ngày 23 tháng 4 năm 2011 tại Memphis, Tennessee. Ngày 13 tháng 5 năm 2011, ca khúc "Breathe Again" của cô đã được sử dụng trong phần cuối của loạt phim "Smallville" cho lễ cưới của cặp đôi Clark Kent và Lois Lane. Cô cũng đã hát mở đầu trong nhiều buổi diễn của chuyến lưu diễn Incredible Machine Tour của ban nhạc theo dòng nhạc đồng quê nổi tiếng Sugarland vào mùa hè 2011.
Tháng 7 năm 2011, Bareilles đã được thông báo sẽ thay thế Nicole Scherzinger để trở thành một trong 3 vị giám khảo trong loạt chương trình thực tế The Sing-Off của đài NBC cùng với Ben Folds và Shawn Stockman của ban nhạc Boyz II Men. Đĩa đơn thứ ba và cũng là đĩa đơn cuối cùng từ Kaleidoscope Heart mang tên "Gonna Get Over You," đã được phát hành vào ngày 16 tháng 9 năm 2011, có kèm theo một video âm nhạc được đạo diễn bởi Jonah Hill đã được phát hành sau đó 4 ngày. Bareilles cũng đã là khách mời tham gia vào một chương trình hài kịch tình huống dành cho thanh thiếu niên mang tên Bucket & Skinner's Epic Adventures trên kênh Nickelodeon của MTV.

#### Sự cố sập sân khấu tại hội chợ của bang Indiana
Vào ngày 13 tháng 8 năm 2011, cô đã may mắn không bị thương khi sân khấu Hoosier Lottery Grandstand tại hội chợ của bang Indiana đã bị đổ sụp ngay sau màn biểu diễn của cô vừa kết thúc (cô biểu diễn mở màn cho nhóm Sugarland). Có tới 7 người chết và 45 người khác bị thương trong sự việc đó. Cô đã tweet rằng "Tôi đã nghẹn lời và cảm thấy mình thật vô dụng; tim tôi nhói lên vì những sinh mạng vừa bị tước đi." 

### 2012–nay:Once Upon Another TimeEP vàThe Blessed Unrest
Sau khi tham gia trong chương trình The Sing-Off, Bareilles đã thông báo rằng cô đang trong quá trình thu âm một đĩa mở rộng mới cùng với việc sản xuất do Ben Folds đảm nhiệm. Cô cũng đã hợp tác cùng nhiều ca sĩ kiêm sáng tác nhạc khác như Greg Laswell và Jon McLaughlin trong các đĩa đơn mới của họ vào tháng 2. Vào tháng 3, cô đã cho phát hành A Trace of Sun, một bộ phim tư liệu nói về khoảng thời gian mà cô đã tham gia tình nguyện tại Nhật Bản sau vụ động đất và sóng thần Tōhoku 2011. EP của cô, Once Upon Another Time, đã được phát hành vào ngày 22 tháng 5 và có bao gồm 5 bài hát hoàn toàn mới. Đĩa đơn đầu tiên và duy nhất trong EP này mang tên "Stay" đã được phát hành vào ngày 21 tháng 4 năm 2012 dưới dạng đĩa 7" vinyl, độc quyền trên Record Store Day, đi kèm với bài hát "Beautiful Girl" chỉ được phát hành dưới dạng Mặt B của đĩa vinyl.

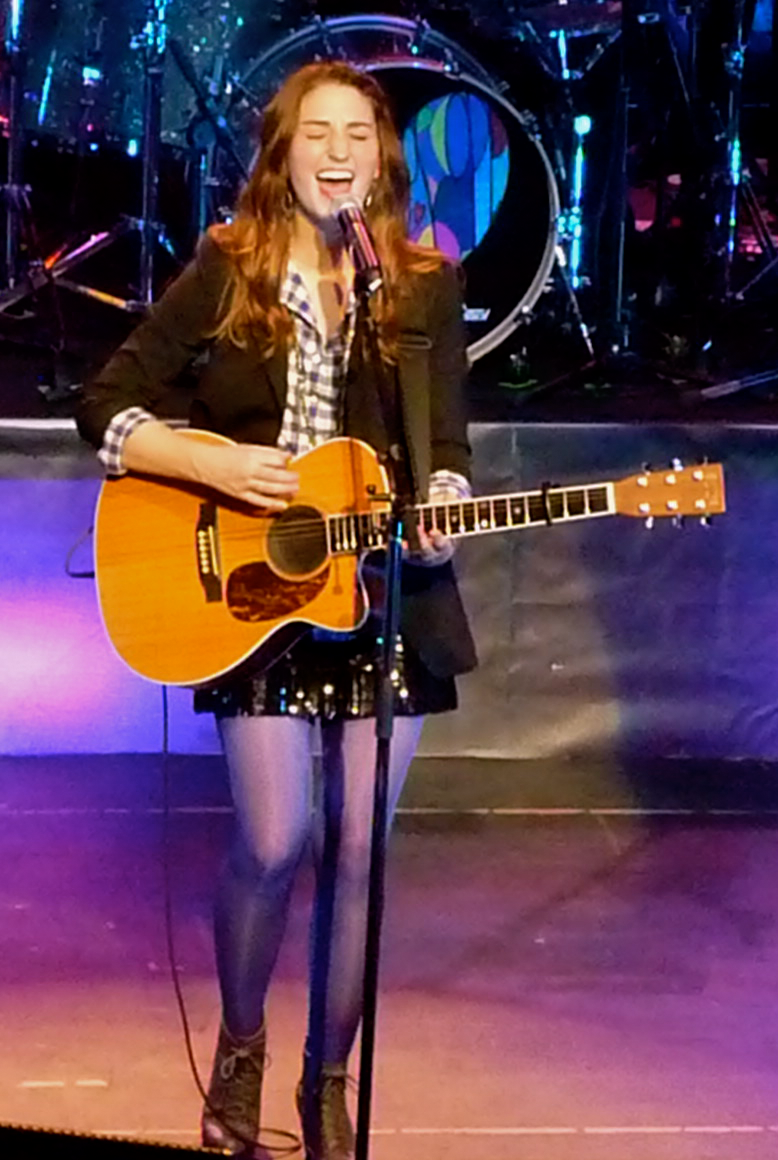
Bareilles tại một buổi hòa nhạc vào năm 2010.

Trong chương trình Stageit của cô vào ngày 10 tháng 9 năm 2012, cô đã khẳng định việc cô đang thực hiện cho album mới của mình tại New York. Cô cũng đã trình làng một bài hát mới sẽ được xem xét để được xuất hiện trong album tới, mang tên "Only Shadows". Vào tháng 1 năm 2013, cô đã tiết lộ về kế hoạch mà cô sắp thực hiện trong năm tới. Cũng trong tháng đó, Bareilles đã là nghệ sĩ khách mời của nhóm nhạc theo dòng nhạc a cappella Straight No Chaser trong bài hát "I Want You Back" của Jackson 5, đã được công bố trên Tạp chí Billboard.
Vào tháng 2 năm 2013, cô đã bắt đầu hé lộ cho người hâm mộ về album sắp tới của mình thông qua trang Twitter và YouTube của cô. Đầu tiên là video mà cô đã cho phát hành trên trang mạng chính thức của mình, mang tên "Sara is Making a Record...".
Vào ngày 27 tháng 3 năm 2013, Bareilles đã thông báo về việc sẽ đi lưu diễn trên khắp 18 thành phố để quảng bá cho album mới này. Đĩa đơn đầu tiên được trích từ album, "Brave," đã được phát hành dưới dạng kĩ thuật số vào ngày 23 tháng 4. Vào ngày 17 tháng 4 năm 2013, Bareilles đã cho phát hành một video lời nhạc cho đĩa đơn "Brave" trên YouTube. Theo đó, album phòng thu thứ tư của cô mang tên The Blessed Unrest, đã được chính thức phát hành vào ngày 13 tháng 7 năm 2013.
Bareilles đã trình diễn hai bài hát đã được xuất hiện trong bộ phim Bounty Killer, đã được phát hành vào năm 2013. Đó là "The Kill" do Will Collyer và Sujata Day sáng tác, và "Gonna Getcha" được sáng tác bởi Will Collyer và chính đạo diễn của phim, Henry Saine. Một album trực tiếp mang tên Brave Enough: Live at the Variety Playhouse đã được phát hành vào ngày 22 tháng 10 năm 2013. Đêm diễn đó đã được ghi lại tại Variety Playhouse, Atlanta, Georgia.
Vào tháng 10 năm 2013, Bareilles đã bắt đầu sáng tác cho Waitress, một vở nhạc kịch chuyển thể từ một bộ phim cùng tên vào năm 2007. Cô cũng đang thực hiện một quyển sách sẽ được phát hành trong năm 2014 bởi Simon & Schuster. Vào ngày 26 tháng 1 năm 2014, Bareilles đã hát song ca cùng Carole King tại buổi lễ trao giải Grammy lần thứ 56. Cả hai đã hát trộn lẫn giữa bài hát "Beautiful" của King và "Brave" của Bareilles.
Vào ngày 28 tháng 4 năm 2014, Bareilles đã trình diễn cùng Elton John tại một buổi quyên góp của Quỹ quyên góp ủng hộ các bệnh nhân ung thư vú. Vào tháng 5, Bareilles đã thể hiện lại bài hát "(Your Love Keeps Lifting Me) Higher and Higher" của Jackie Wilson trên Mạng lưới kênh Oprah Winfrey
Bareilles đã tham gia trình diễn "Smile" trong phân đoạn "In Memoriam" trong buổi lễ trao giải Emmy lần thứ 66 diễn ra vào ngày 25 tháng 8 năm 2014.

### Các thành viên trong nhóm nhạc

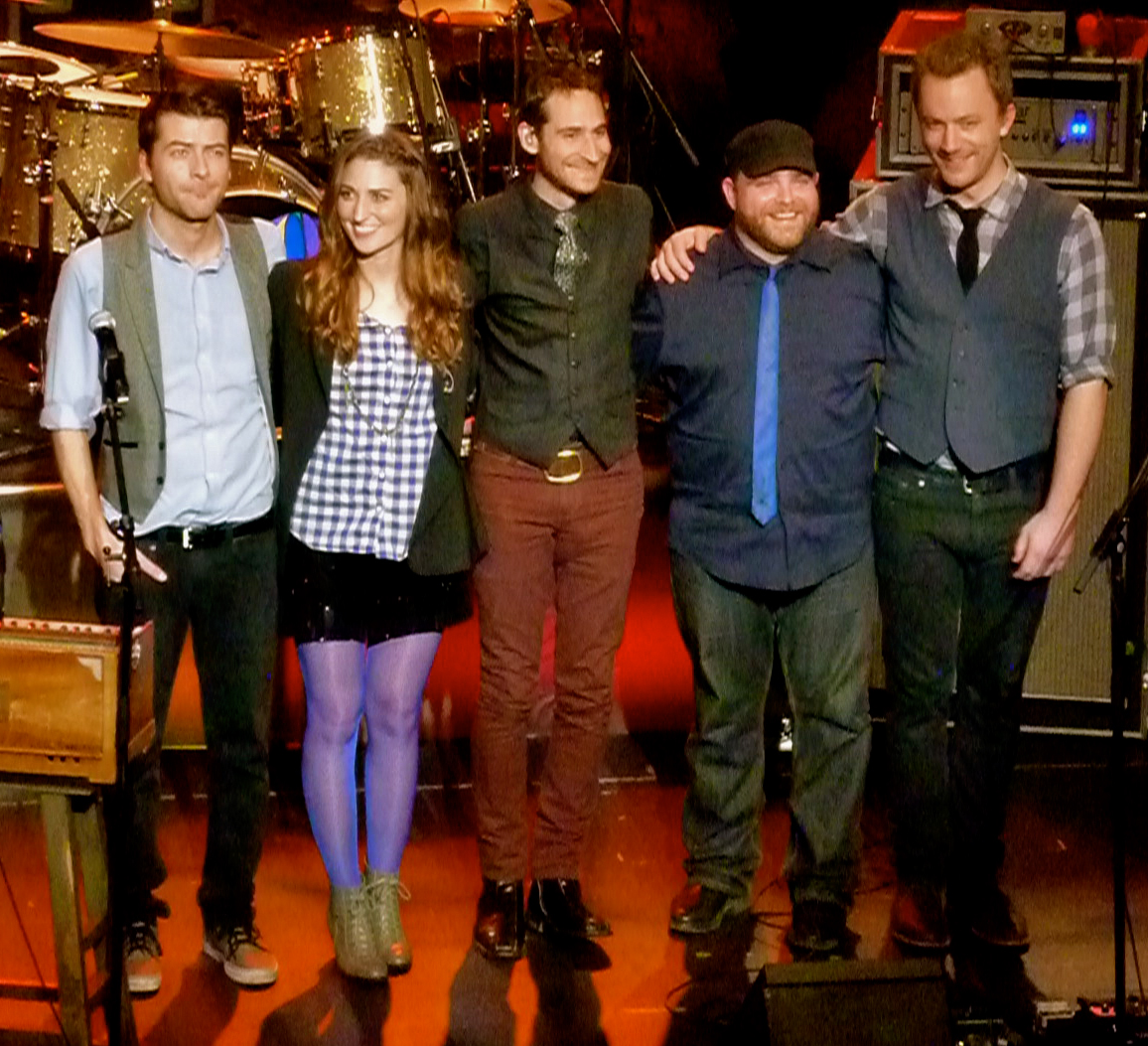
Bareilles cùng ban nhạc trước đây của cô trong Kaleidoscope Heart Tour tại Warfield vào ngày 16 tháng 12 năm 2010. Từ trái sang: Javier Dunn, Bareilles, Philip Krohnengold, Josh Day, Daniel Rhine